# 천안종합운동장
천안종합운동장(天安綜合運動場, Cheonan Stadium)은 대한민국 충청남도 천안시에 있는 스포츠 시설이다. 주경기장은 천연잔디 필드와 우레탄 트랙이 갖춰져 있어 육상과 축구 경기가 가능한 다목적 경기장이다.
열악한 시설이었던 천안오룡경기장을 대체하는 경기장이다. 2001년 10월에 열릴 제82회 전국체육대회 개최를 위해 1998년 12월에 기공하여 2001년 8월 31일에 준공되었으며, 좌석 수는 26,000석이다. 2007년에는 FIFA U-17 월드컵이 열려 조별예선 5경기, 16강 1경기, 8강 1경기가 개최된바 있다. 2010년에는 2022년 FIFA 월드컵 유치를 신청한 대한축구협회가 천안종합운동장을 개최구장(45000석으로 증축 예정)으로 선정했으나 결국 카타르에 밀려서 탈락하였다. 2013년 10월 15일에는 말리와, 2014년 10월 10일에는 파라과이와의 대한민국 축구 국가대표팀 평가전이 개최되었다. 또한, 2017년에는 FIFA U-20 월드컵이 열려 조별예선 6경기, 16강 1경기, 8강 1경기가 개최되었다.  그 외에 농구와 배구 경기가 가능한 유관순체육관, 수영장이 있는 국민체육센터, 볼링장, 테니스장, 정구장 등이 있다.

## 홈 경기장
2019년 10월 서울 전국체전 개최를 앞두고 서울올림픽주경기장이 보수 공사에 들어가게 되면서, 2019년에는 서울 이랜드 FC의 일부 홈 경기를 천안종합운동장에서 치렀다.
2020 시즌부터 K3리그 천안시 축구단의 홈구장으로 사용된다. 2023 시즌부터 K리그2 천안 시티 FC의 홈구장으로 사용된다.

## 주요 경기

### 2006년 피스퀸컵
| 날짜             | 팀 1           | 스코어 | 팀 2     | 라운드 |
| ---------------- | -------------- | ------ | -------- | ------ |
| 2006년 10월 31일 | 오스트레일리아 | 0 - 2  | 미국     | B조    |
| 2006년 10월 31일 | 덴마크         | 1 - 0  | 네덜란드 | B조    |

### 2007년 FIFA U-17 월드컵
| 날짜            | 팀 1              | 스코어 | 팀 2       | 라운드 |
| --------------- | ----------------- | ------ | ---------- | ------ |
| 2007년 8월 26일 | 벨기에            | 0 - 2  | 미국       | E조    |
| 2007년 8월 20일 | 콜롬비아          | 3 - 3  | 독일       | F조    |
| 2007년 5월 20일 | 트리니다드 토바고 | 1 - 4  | 가나       | F조    |
| 2007년 8월 23일 | 가나              | 2 - 3  | 독일       | F조    |
| 2007년 8월 23일 | 트리니다드 토바고 | 0 - 5  | 콜롬비아   | F조    |
| 2007년 8월 30일 | 독일              | 2 - 1  | 미국       | 16강   |
| 2007년 9월 2일  | 아르헨티나        | 1 - 2  | 나이지리아 | 8강    |

### 2017년 아디다스 U-20 4개국 축구대회
| 날짜            | 팀 1     | 스코어 | 팀 2     | 라운드 |
| --------------- | -------- | ------ | -------- | ------ |
| 2017년 3월 27일 | 에콰도르 | 2 - 1  | 온두라스 |        |
| 2017년 3월 27일 | 잠비아   | 1 - 4  | 대한민국 |        |

### 2017년 FIFA U-20 월드컵
| 날짜            | 팀 1       | 스코어 | 팀 2     | 라운드 |
| --------------- | ---------- | ------ | -------- | ------ |
| 2017년 5월 22일 | 프랑스     | 3 - 0  | 온두라스 | E조    |
| 2017년 5월 22일 | 베트남     | 0 - 0  | 뉴질랜드 | E조    |
| 2017년 5월 25일 | 프랑스     | 4 - 0  | 베트남   | E조    |
| 2017년 5월 25일 | 뉴질랜드   | 3 - 1  | 온두라스 | E조    |
| 2017년 5월 27일 | 코스타리카 | 3 - 0  | 잠비아   | C조    |
| 2017년 5월 27일 | 일본       | 2 - 2  | 이탈리아 | D조    |
| 2017년 5월 30일 | 대한민국   | 1 - 3  | 포르투갈 | 16강   |
| 2017년 6월 5일  | 멕시코     | 0 - 1  | 잉글랜드 | 8강    |

## 참고 문헌
- 〈천안종합운동장〉. 《한국향토문화전자대전》. 한국학중앙연구원. 2022년 4월 21일에 원본 문서에서 보존된 문서. 2019년 10월 18일에 확인함.
- 〈천안종합운동장〉. 《두피디아》. 두산.
- 《전국 공공체육 시설 현황 (2017년말 기준)》. 대한민국 문화체육관광부. 2019.
- 《2019년 전국 공공체육시설 현황 (2018년말 기준)》. 대한민국 문화체육관광부. 2020.
- 《2023 전국 공공체육시설 현황 (2022년 12월말 기준)》. 대한민국 문화체육관광부. 2024.

## 같이 보기
- 천안종합운동장 보조경기장
- 유관순체육관
- 천안오룡경기장